# Proleptacis fici
Proleptacis fici är en stekelart som beskrevs av Rao 1950. Proleptacis fici ingår i släktet Proleptacis och familjen gallmyggesteklar. Inga underarter finns listade i Catalogue of Life.